# Geórgia nos Jogos Olímpicos de Verão de 2020
A Geórgia está representada nos Jogos Olímpicos de Verão de 2020 por um total de 35 desportistas que competem em 11 desportos. Responsável pela equipa olímpica é o Comité Nacional Olímpico Georgiano, bem como as federações desportivas nacionais da cada desporto com participação.
Os portadores da bandeira na cerimónia de abertura foram o halterofista Lasha Talajadze e a tiradora Nino Salukvadze.

## Medalhistas
A equipa olímpica da Geórgia tem obtido seguintes medalhas:
| Nome                  | Desporto | Competição |
| --------------------- | -------- | ---------- |
| Ouro                  |          |            |
| Lasha Bekauri         | Judô     | –90 kg M   |
| Prata                 |          |            |
| Vazha Margvelashvili  | Judô     | –66 kg M   |
| Lasha Shavdatuashvili | Judô     | –73 kg M   |
| Guram Tushishvili     | Judô     | +100 kg M  |